# Gai Bebi
Gai Bebi (en llatí: Caius Baebius) va ser un polític romà. Formava part de la gens Bèbia, d'origen plebeu.
Era tribú de la plebs l'any 111 aC i va ser subornat pel rei Jugurta quan aquest va arribar a Roma. Quan Luci Mummi Acàic va exigir a Jugurta respostes a certes qüestions, Bebi li va permetre quedar en silenci i així es va cancel·lar la investigació.